# Grand Prix Belgii 1976
Grand Prix Belgii 1976 (oryg. Grote Prijs van Belgie) – piąta runda Mistrzostw Świata Formuły 1 w sezonie 1976, która odbyła się 16 maja 1976, po raz trzeci na torze Circuit Zolder.
34. Grand Prix Belgii, 23. zaliczane do Mistrzostw Świata Formuły 1.

## Klasyfikacja
| Legenda oznaczeń w tabelach wyników Wyświetl szablon na nowej stronie | Legenda oznaczeń w tabelach wyników Wyświetl szablon na nowej stronie                                                                     |
| Oznaczenie                                                            | Wyjaśnienie |
| --------------------------------------------------------------------- | --- |
| Złoty                                                                 | Zwycięzca lub mistrzostwo |
| Srebrny                                                               | 2. miejsce lub wicemistrzostwo |
| Brązowy                                                               | 3. miejsce lub II wicemistrzostwo |
| Zielony                                                               | Ukończył, punktował (w klasyfikacji generalnej, gdy zdobył co najmniej jeden punkt na przestrzeni sezonu, poza trzema powyższymi opcjami) |
| Niebieski                                                             | Ukończył, nie punktował (w klasyfikacji generalnej, gdy nie zdobył co najmniej jednego punktu na przestrzeni sezonu)                      |
| Czerwony                                                              | Nie zakwalifikował się (NZ) |
| Czerwony                                                              | Nie prekwalifikował się (NPK) |
| Różowy                                                                | Nie ukończył (NU) |
| Różowy                                                                | Niesklasyfikowany (NS) (w klasyfikacji generalnej, gdy nie został sklasyfikowany w żadnym wyścigu sezonu)                                 |
| Czarny                                                                | Zdyskwalifikowany (DK) |
| Czarny                                                                | Wykluczony (WYK/EX) |
| Biały                                                                 | Nie wystartował (NW) |
| Biały                                                                 | Kontuzjowany (K/INJ) |
| Biały                                                                 | Wyścig odwołany (OD/C) |
| Bez koloru                                                            | Został wycofany (WYC/WD) |
| Bez koloru                                                            | Nie przybył (NP/DNA) |
| Bez koloru                                                            | Nie brał udziału w treningach (NT/DNP) |
| Bez koloru                                                            | Nie został zgłoszony (–) |
| Pogrubienie                                                           | Start z pole position |
| Kursywa                                                               | Najszybsze okrążenie wyścigu |
| †                                                                     | Nie ukończył, ale jego rezultat został zaliczony ze względu na przejechanie więcej niż 90% dystansu wyścigu.                              |
| *                                                                     | Sezon w trakcie |
| 1/2/3                                                                 | Punktowana pozycja w sprincie kwalifikacyjnym                                                                                             |
| Lista systemów punktacji Formuły 1                                    | |

| Poz. | Nr. | Kierowca           | Konstruktor        | Okrążeń | Czas/powód NU   | Poz. start. | Punktów |
| ---- | --- | ------------------ | ------------------ | ------- | --------------- | ----------- | ------- |
| 1    | 1   | Niki Lauda         | Ferrari            | 70      | 1:42:53.23      | 1           | 9       |
| 2    | 2   | Clay Regazzoni     | Ferrari            | 70      | + 3.46          | 2           | 6       |
| 3    | 26  | Jacques Laffite    | Ligier-Matra       | 70      | + 35.38         | 4           | 4       |
| 4    | 3   | Jody Scheckter     | Tyrrell-Ford       | 70      | + 1:31.00       | 7           | 3       |
| 5    | 19  | Alan Jones         | Surtees-Ford       | 69      | + 1 okrążenie   | 16          | 2       |
| 6    | 12  | Jochen Mass        | McLaren-Ford       | 69      | + 1 okrążenie   | 18          | 1       |
| 7    | 28  | John Watson        | Penske-Ford        | 69      | + 1 okrążenie   | 17          |         |
| 8    | 37  | Larry Perkins      | Boro-Ford          | 69      | + 1 okrążenie   | 20          |         |
| 9    | 17  | Jean-Pierre Jarier | Shadow-Ford        | 69      | + 1 okrążenie   | 14          |         |
| 10   | 16  | Tom Pryce          | Shadow-Ford        | 68      | + 2 okrążenia   | 13          |         |
| 11   | 21  | Michel Leclère     | Wolf-Williams-Ford | 68      | + 2 okrążenia   | 25          |         |
| 12   | 32  | Loris Kessel       | Brabham-Ford       | 63      | + 7 okrążeń     | 23          |         |
| NU   | 18  | Brett Lunger       | Surtees-Ford       | 62      | Elektronika     | 26          |         |
| NU   | 8   | Carlos Pace        | Brabham-Alfa Romeo | 58      | Elektronika     | 9           |         |
| NU   | 22  | Chris Amon         | Ensign-Ford        | 51      | Wypadek         | 8           |         |
| NU   | 11  | James Hunt         | McLaren-Ford       | 35      | Skrz. biegów    | 3           |         |
| NU   | 34  | Hans Joachim Stuck | March-Ford         | 33      | Zawieszenie     | 15          |         |
| NU   | 24  | Harald Ertl        | Hesketh-Ford       | 31      | Silnik          | 24          |         |
| NU   | 4   | Patrick Depailler  | Tyrrell-Ford       | 29      | Silnik          | 4           |         |
| NU   | 5   | Mario Andretti     | Lotus-Ford         | 28      | Wał prz. napędu | 11          |         |
| NU   | 33  | Patrick Nève       | Brabham-Ford       | 26      | Wał prz. napędu | 19          |         |
| NU   | 35  | Arturo Merzario    | March-Ford         | 21      | Silnik          | 21          |         |
| NU   | 7   | Carlos Reutemann   | Brabham-Alfa Romeo | 17      | Silnik          | 12          |         |
| NU   | 10  | Ronnie Peterson    | March-Ford         | 16      | Wypadek         | 10          |         |
| NU   | 6   | Gunnar Nilsson     | Lotus-Ford         | 7       | Wypadek         | 22          |         |
| NU   | 9   | Vittorio Brambilla | March-Ford         | 6       | Wał prz. napędu | 5           |         |
| NZ   | 30  | Emerson Fittipaldi | Fittipaldi-Ford    |         |                 |             |         |
| NZ   | 20  | Jacky Ickx         | Wolf-Williams-Ford |         |                 |             |         |
| NZ   | 25  | Guy Edwards        | Hesketh-Ford       |         |                 |             |         |